# 岡山県道24号倉敷清音線
岡山県道24号倉敷清音線（おかやまけんどう24ごう くらしききよねせん）は、岡山県において倉敷市から総社市を結ぶ県道（主要地方道）である。

## 概要
倉敷市中心部より北上し、高梁川左岸堤防に出て、総社市清音地域に至る。

### 路線データ
- 起点：岡山県倉敷市昭和一丁目（昭和町交差点、国道429号交点）[要出典]
- 終点：岡山県総社市清音上中島（川辺橋東交差点、国道486号・岡山県道189号清音停車場線交点）[要出典]
- 実延長：6.8 km [注釈 1][1]

## 歴史
1920年（大正9年）当時、都窪郡万寿村浜（現在の倉敷市浜町）より酒津、古地、上中島、中原を経て総社へ至る総社往来と呼ばれた県道が原形。
現在の路線となる以前は、岡山県道24号倉敷総社線・岡山県道25号倉敷井原線の重複区間だったが、前者の都窪郡清音村（現在の総社市）から総社市までと、後者の都窪郡清音村から井原市までとが国道486号に昇格し、残った区間が岡山県道24号倉敷清音線となった。

### 年表
- 1993年（平成5年）5月11日：建設省（当時）により県道倉敷清音線が倉敷清音線として主要地方道に指定される[3]。

## 路線状況

### 道路施設
- 寿町踏切（倉敷市寿町）
- 酒津県道踏切（倉敷市青江）

## 地理

### 通過する自治体
- 岡山県
  - 倉敷市 - 総社市

### 交差する道路

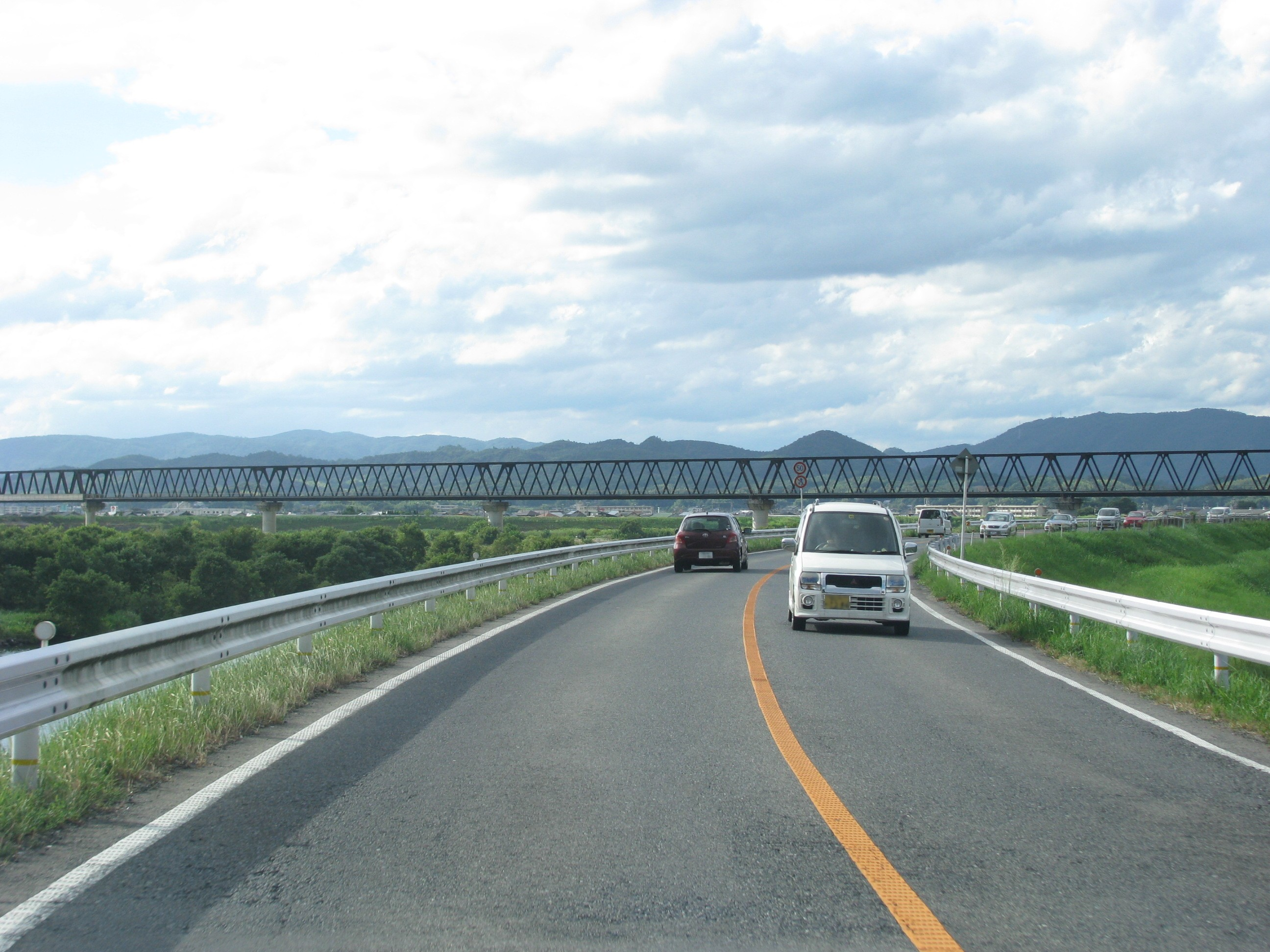
総社市清音古地付近。道路の左側が高梁川である。前を横切る鉄橋は井原鉄道井原線。

| 交差する道路                        | 市町村名 | 交差する場所 | 交差する場所          |
| ----------------------------------- | -------- | ------------ | --------------------- |
| 国道429号                           | 倉敷市   | 昭和一丁目   | 昭和町交差点 / 起点   |
| 倉敷市道1017号三田五軒屋海岸通2号線 | 倉敷市   | 北浜町       | 北浜交差点            |
| 倉敷市道1011号酒津大島1号線         | 倉敷市   | 青江         |                       |
| 岡山県道396号酒津中島線             | 倉敷市   | 酒津         | 酒津交差点            |
| 国道486号 岡山県道189号清音停車場線 | 総社市   | 清音上中島   | 川辺橋東交差点 / 終点 |

### 沿線
- JR西日本 山陽本線・伯備線
  - 倉敷駅
- 倉敷みらい公園
  - アリオ倉敷
  - 三井アウトレットパーク 倉敷
- 旧鴨方往来
- 一級河川高梁川水系 高梁川
- 軽部神社
- 旧山陽道
- JR西日本 伯備線・井原鉄道 井原線
  - 清音駅